# Walter Leiser
Walter Leiser (født 4. maj 1931, død 9. december 2023) var en schweizisk roer.
Leiser var styrmanden i den schweiziske firer med styrmand, der vandt sølv ved OL 1952 i Helsinki. Roerne var Rico Bianchi, Heini Scheller, Émile Ess og Karl Weidmann. Sølvmedaljen blev sikret efter en finale, hvor schweizerne kun blev slået af Tjekkoslovakiet, mens USA fik bronze. Det var det eneste OL han deltog i.
Leiser vandt desuden en EM-bronzemedalje i firer med styrmand ved EM 1953 i København.

## OL-medaljer
- 1952:  Sølv i firer med styrmand